# Melanophrys
Melanophrys är ett släkte av tvåvingar. Melanophrys ingår i familjen parasitflugor.
Kladogram enligt Catalogue of Life:
| Melanophrys | \| \| Melanophrys flavipennis \| \| \| \| \| \| Melanophrys insolita \| \| \| \| |
|             | \| \| Melanophrys flavipennis \| \| \| \| \| \| Melanophrys insolita \| \| \| \| |
|             | Melanophrys flavipennis                                                          |
|             |                                                                                  |
|             | Melanophrys insolita                                                             |
|             |                                                                                  |